# ナイル・ジョン
ナイル・オマリ・マッケンジー・ジョン（Nile Omari Mckenzie John, 2003年3月6日 - ）は、イングランド・ロンドン・ハマースミス・アンド・フラム区・ホワイト・シティ出身のサッカー選手。リーガ・ポルトガル2・CDフェイレンセ所属。ポジションはミッドフィールダー。

## 経歴
2021年2月24日に行われたUEFAヨーロッパリーグ 2020-21のラウンド32、ヴォルフスベルガーAC戦で81分にムサ・シソコに代わって出場し、トッテナム・ホットスパーFCのシニアチームデビューを果たした。
2021年8月19日、UEFAヨーロッパカンファレンスリーグ 2021-22の予選PO、FCパソス・デ・フェレイラ戦でトップチームで初めての先発出場を果たした。